# 秩父水滸伝 必殺剣
『秩父水滸伝 必殺剣』（ちちぶすいこでんひっさつけん）は、1965年9月4日に日活が配給した、高橋英樹主演の任侠アクション映画。高橋は当時、この役を演じるため、実際に小野派一刀流で剣道を学んだという。
小野派一刀流と甲源一刀流が互いに争い合っている明治時代の秩父を舞台に、その中でも優れた使い手である、小野派一刀流の早乙女玄吾と甲源派一刀流の岡田伝七郎が試合をすることになる。
なお、村松梢風の原作からの映画化としては、本作に先行して1954年の『近世名勝負物語 秩父水滸伝』（東映、監督：小石栄一）がある。

## キャスト
- 高橋英樹 : 早乙女玄吾
- 二谷英明 : 岡田伝七郎
- 松原智恵子 : おあい
- 宮崎準 : 高野芳三郎
- 相原巨典 : 田島一平
- 南寿美子 : おきぬ
- 長尾敏之助 : 逸見太四郎
- 杉江弘 : 佐々木善一郎
- 松下達夫 : 万屋三之助
- 新井麗子 : 妻いの
- 桂小かん : 小僧長吉
- 雪丘恵介 : 番頭佐助
- 古賀京子 : 佐久間花子
- 弘松三郎 : 横木泰之進
- 河野弘 : 内田貢之進
- 河上信夫 : 井川老剣士
- 垂水悟郎 : 田代栄助
- 木浦佑三 : 加藤織平
- 英原穣二 : 井上伝三
- 三杉健 : 菊地菅平
- 山田禅二 : 上州屋虎
- 倉田栄三 	鉄
- 沢美鶴 	吉
- 戸波志郎 	芳
- 小沢昭一 : 金貸し藤吉
- 佐野浅夫 : 三浦虎次郎
- 深江章喜 : 岡田角之進
- 芦田伸介 : 高野源三郎

## スタッフ
- 監督 : 野口晴康、
- 脚本 : 宮本智一郎、岩崎孝
- 撮影 : 中尾利太郎
- 編集 : 近藤光雄
- 音楽 : 大森盛太郎
- 美術 : 小池一美
- 企画 : 児井英生
- 原作 : 村松梢風 : 「秩父水滸伝」

## 併映作品
- 『三匹の野良犬』: 牛原陽一監督